# Michel Camilo
Michel Camilo (Santo Domingo, 4 aprile 1954) è un pianista e compositore dominicano.

## Biografia
Camilo nasce in una famiglia di musicisti, dimostrando fin da piccolo una particolare attitudine per la fisarmonica e, in seguito, per il pianoforte; grazie all'influenza del nonno anch'egli pianista, inizia a frequentare a nove anni la Scuola Elementare di musica Elila Mena  presso il conservatorio di Santo Domingo (dove poi studierà per 13 anni).
Formatosi come pianista classico, a soli 16 anni fa parte della orchestra sinfonica nazionale della Repubblica Dominicana.
Durante il periodo di formazione classica, Camilo ascolta e subisce l'influenza di jazzisti tradizionali come Horace Silver, Erroll Garner, Art Tatum, Bill Evans, Oscar Peterson e Scott Joplin e di jazzisti contemporanei come Herbie Hancock, Keith Jarrett, Chick Corea e Amilton Godoy (quest'ultimo pianista di Zimbo Trio, formazione "brazilian-jazz" famosa negli anni sessanta).
Nel 1979 si trasferisce a New York, dove studia al Mannes College e alla Juilliard School, debuttando sulla scena internazionale nel 1983, quando Tito Puente lo sceglie per sostituire il pianista della sua formazione al Montréal Jazz Festival. Questa esperienza lo fa conoscere a Paquito D'Rivera, che gli offre un posto nella sua band e con la quale registra due album.
La svolta della carriera di Camilo avviene nel 1985, quando debutta col suo trio alla Carnegie Hall. Nello stesso anno registra il suo primo album da leader, Why Not?
Nel 1988 registra l'album Michel Camilo, che lo lancia ai vertici delle classifiche dei migliori album jazz per 10 settimane consecutive.
Oltre ad essere un eccezionale esecutore, Camilo è anche un compositore di talento ed ha scritto diverse colonne sonore per molti film in lingua spagnola. Inoltre la sua attività concertistica è molto ampia. Tra i vari riconoscimenti ricevuti non si possono che nominare le vincite di un Grammy e di un Emmy; in più la sua collaborazione con il chitarrista flamenco Tomatito lo porta nel 2000 a vincere il Grammy nella sezione Best Latin Jazz Album. Vanno anche ricordate le diverse lauree honoris causa ricevute nel corso della sua carriera.

## Collaborazioni con altri artisti
Ha collaborato con numerosi importanti artisti jazz internazionali, fra essi si distinguono: Tito Puente, Paquito D'Rivera, Dizzy Gillespie, Airto Moreira, Mongo Santamaría, George Benson, Jaco Pastorius, Michael Brecker, Chucho Valdés, Randy Brecker, Wynton Marsalis, Herbie Hancock, Anthony Jackson, Gary Burton, Hilton Ruiz, Dave Weckl, Steve Gadd, John Patitucci, Flora Purim, Billy Taylor, Bireli Lagrene, Lou Marini, Danilo Pérez, Béla Fleck, Hiromi Uehara, Mark Walker, Tomatito, Giovanni Hidalgo.

## Discografia
- 1985 - Why Not? (Evidence Records)
- 1986 - Suntan/In Trio (Evidence Records)
- 1988 - Michel Camilo (Portrait)
- 1989 - On Fire (Epic Records)
- 1990 - On The Other Hand (Epic Records)
- 1991 - Amo Tu Cama Rica (colonna sonora)
- 1993 - Rendezvous (Columbia Records)
- 1994 - One More Once (Columbia Records)
- 1996 - Two Much (colonna sonora) (Polygram Records)
- 1997 - Thru My Eyes (Universal Australia Pty. Ltd.)
- 1997 - Hands of Rhythm con Giovanni Hidalgo
- 2000 - Spain con Tomatito (Verve Records)
- 2001 - Calle 54 (colonna sonora) (Blue Note Records)
- 2002 - Piano Concerto, Suite & Caribe (Decca Records)
- 2002 - Triangulo (Telarc)
- 2003 - Live at the Blue Note (Telarc)
- 2005 - Solo (Telarc)
- 2006 - Rhapsody In Blue (Telarc)
- 2006 - Spain Again con Tomatito (Emarcy)
- 2007 - Spirit of the Moment (Telarc)
- 2009 - Caribe (Ariola)
- 2011 - Mano a Mano (Emarcy)
- 2013 - What's Up? (OKeh/Sony Music)